# Ochsenälpeleskopf
Der Ochsenälpeleskopf (in Deutschland) bzw. Hirschfäng oder Älpeleskopf (in Österreich) ist ein Berg an der deutsch-österreichischen Grenze in den Ammergauer Alpen (nördliche Kalkalpen).

## Geographie
Die Höhe des Gipfels beträgt 1905 m. Er kann sowohl von österreichischer als auch von deutscher Seite aus bestiegen werden. Man hat vom Gipfel eine herrliche Aussicht auf Füssen, den Säuling, den Hohen Straußberg sowie auf das Zugspitzmassiv. Ein weiterer benachbarter Gipfel im Süden ist der Kreuzkopf (1909 m), welcher direkt über das Kuhkarjoch erreichbar ist. Das zugehörige, tiefer gelegene Ochsenälpele liegt auf 1778 m.
An der Westflanke des Ochsenälpeleskopf wurden 2002 und 2003 Fragmente des Meteoriten Neuschwanstein gefunden, der am 6. April 2002 niedergegangen war.

## Wege
Der leichteste Weg auf den Ochsenälpeleskopf führt über das Ammerwaldhotel und den Schützensteig bis zum Ammerwaldsattel. Von dort führt ein Wanderweg über die Hirschwängalm zum Gipfel.

## Bildergalerie

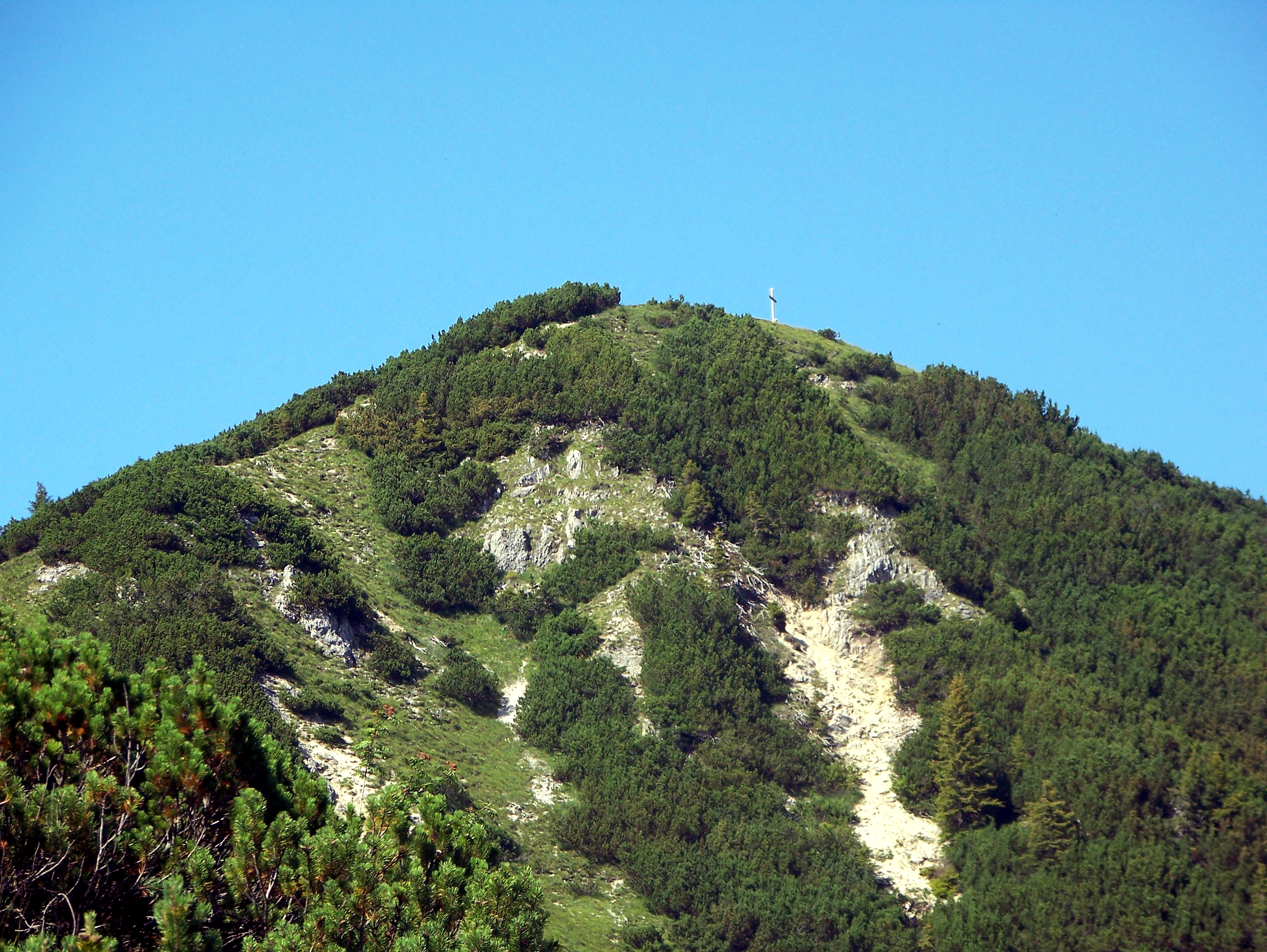
Gipfel des Ochsenälpeleskopf von der Südflanke aus
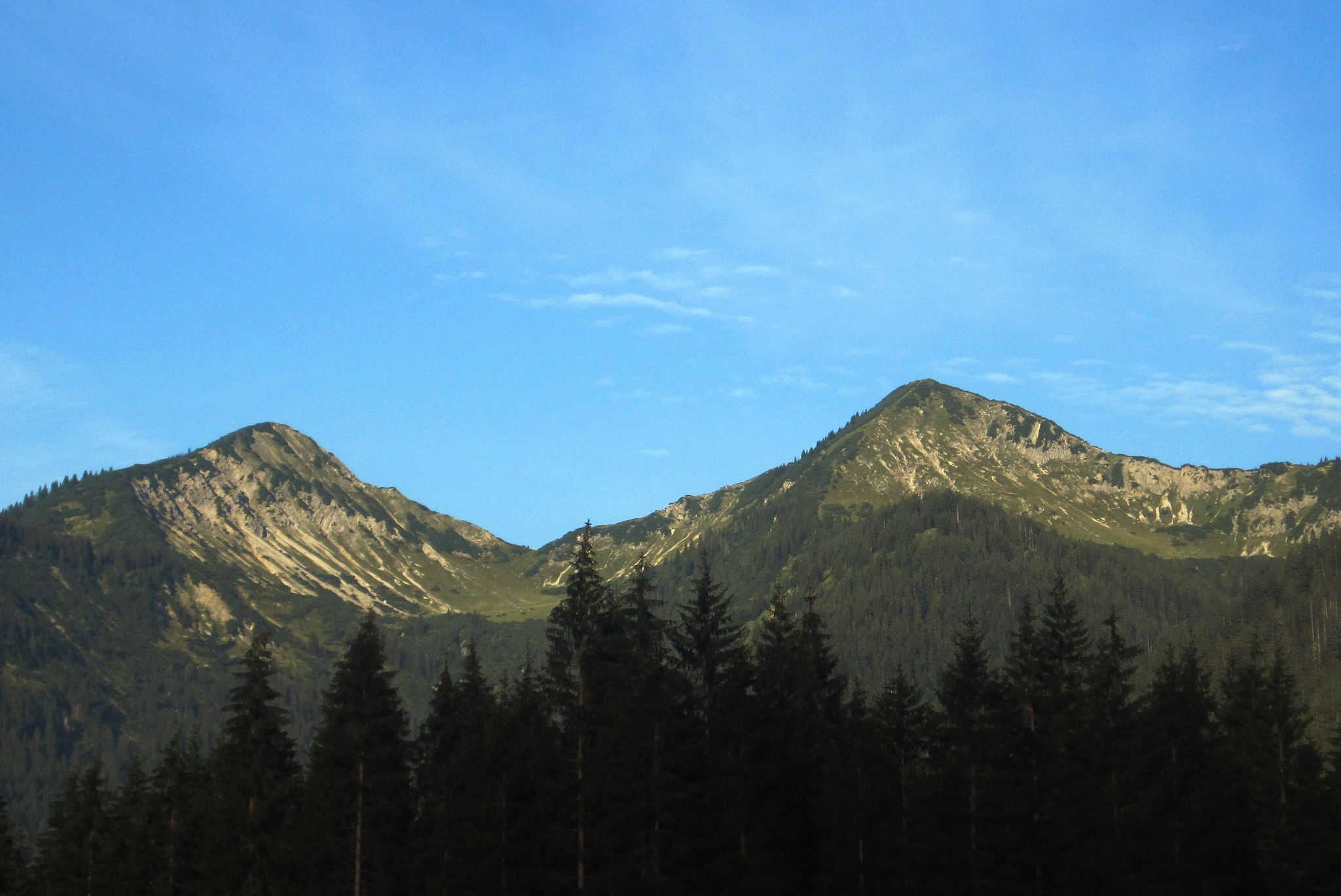
Kreuzkopf (links) und Ochsenälpeleskopf
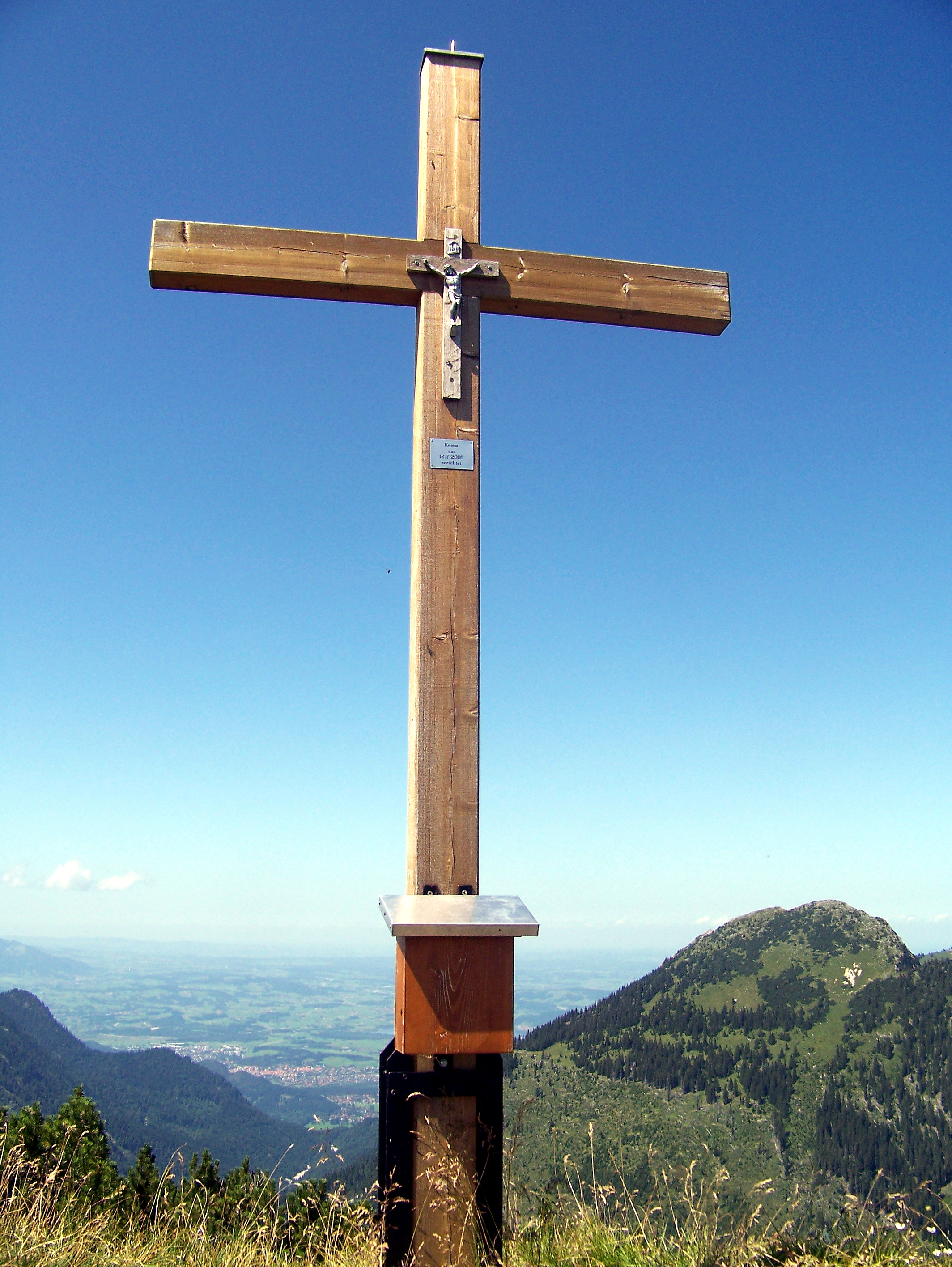
Gipfelkreuz des Ochsenälpeleskopf; Im Hintergrund: Füssen und der Hohe Straußberg